# دره ساکی
دره ساکی یک روستا در ایران است که در دهستان دوره واقع شده‌است. دره ساکی ۴۹ نفر جمعیت دارد.